# 大六度

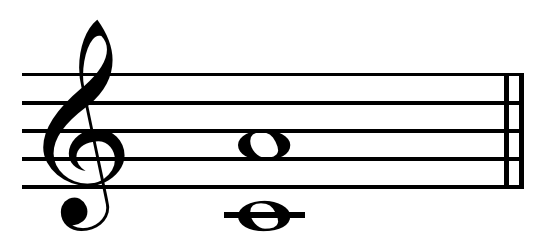
純大六度

在西方文化的古典音樂中，一個六度是一個包含六個五線譜位置的音程，而大六度(播放ⓘ)是兩個常見的六度(大六度和小六度)的其中一個。大六度跨越九個半音，小六度跨越八個半音。例如，從C到A的音程是一個大六度，因為A在C的四個半度以上(C->C#->D->D#->E->F->F#->G->G#->A)，而且A在五線譜的位置距離C六個位置(C->D->E->F->G->A)。雖然減六度和增六度包含相同數目的五線譜位置，但是它們包含的半音數目不同(7和10)。
大六度能在泛音列中的第三個(G)和第五個(E)的音程裏找到。大六度的得名是因為它是大調裏的六度(C->D->E->F->G->A->B->C)。

## 不同系統的大六度
| 大六度     | 音分    |
| ---------- | ------- |
| 純律       | 884.36  |
| 十二平均律 | 400     |
| 五度相生律 | 906.865 |

純律中的大六度為5:3(播放ⓘ)(第五個泛音和第三個泛音)或884.36音分；在十二平均律中，一個大六度相等於九個半音，比例是23/4:1(約等於1.6818)或900音分(比5:3的比例大15.64音分)。比較古老的概念——4.5個全音(一个3:2的純五度和一個9:8的大二度)——做成了一個刺耳的大六度(比例為27:16)(905.87音分)(播放ⓘ)。

## 大六度分類
大六度屬於不完全和諧音，它是纯一度、八度、純五度、純四度和大三度之後最協和的音程。

## 減七度與大六度
減七度和大六度是異名同音(半音數目一樣)。例如，B–G♯是大三度；但如果把G♯寫成A♭，那音程就是減四度。B–A♭在C和聲小調中出現。注意在給一個六弦結他調音時，第二弦(G)和第三弦(B)的音程是大三度，而其他弦之間的音程都是完全四度。

## 非維基格式的大六度
D到B是大六度，对应角度是270度角，后面还要再休止。参见傅利曼数#音乐傅利曼数。